# Переводів
Переводів (пол. Przewodów) — село в Польщі, у гміні Долобичів Грубешівського повіту Люблінського воєводства. Населення — 530 осіб (2011).
На захід від села до нього примикає осада (присілок) Переводів.

## Історія
Понад 100 років Переводів був прикордонним селом Австро-Угорщини.
Місцева парафіяльна греко-католицька церква Великомучениці Параскеви була дерев'яною, зведена в 1783 року, відремонтована в 1885 році, належала до Варязького деканату Перемишльської єпархії. 1886 року в селі зведено греко-католицьку капличку.
Мешканці села Думка Андрій 1899 р.н. і Милик Вартоломей 1900 р.н. стрільцями в рядах Української галицької армії захищали рідну землю в 1918—1919 роках від польських окупантів.
На 1 січня 1939 року в селі проживало 960 мешканців, з них 860 українців-грекокатоликів, 75 українців-римокатоликів, 75 євреїв. Село входило до гміни Варенж Място Сокальського повіту Львівського воєводства Польської республіки.
16-20 червня 1947 року під час операції «Вісла» польська армія виселила з Переводова на приєднані до Польщі північно-західні терени 115 українців. У селі залишилося 25 поляків.
У 1975—1998 роках село належало до Замойського воєводства.
15 листопада 2022 року в селі впали дві ракети та потрапили у зерносушарки. Дві людини загинуло.

## Населення
Демографічна структура станом на 31 березня 2011 року:
|          | Загалом | Допрацездатний вік | Працездатний вік | Постпрацездатний вік |
| -------- | ------- | ------------------ | ---------------- | -------------------- |
| Чоловіки | 254     | 48                 | 183              | 23                   |
| Жінки    | 276     | 41                 | 187              | 48                   |
| Разом    | 530     | 89                 | 370              | 71                   |

## Відомі люди
- Василь Сенюк (1921—1945) — український військовик, хорунжий УПА, командир сотні «Перебийніс» та командир ТВ-12 «Климів». Загинув у селі.